# 33 Ophiuchi
33 Ophiuchi är en misstänkt variabel i Herkules stjärnbild. Trots sin Flamsteed-beteckning tillhör den inte Ormbärarens stjärnbild. Den ligger på gränsen mellan stjärnbilderna och fick byta tillhörighet vid översynen av gränser mellan stjärnbilderna år 1930 och benämns efter bytet av stjärnbild ofta med sin HD-beteckning, HD 154228.
Stjärnan varierar mellan visuell magnitud +5,86 och 5,93 utan någon fastställd periodicitet. Den befinner sig på ett avstånd av ungefär 250 ljusår.